# Ursula Grabley
Ursula Grabley (8 de diciembre de 1908 - 6 de abril de 1977) fue una actriz teatral, cinematográfica y televisiva de nacionalidad alemana.

## Biografía
Su nombre completo era Ursula Margarete Marie Feodora Grabley, y nació en Woltersdorf, Alemania, siendo sus padres Paul Ludwig Grabley, médico, y Johanna Elisabeth Grabley. Recibió formación con clases privadas y asistencia a pensionado de niñas en Weimar y Wolfenbüttel. En Hamburgo recibió lecciones de danza moderna en la escuela de Rudolf von Laban, y obtuvo su primera experiencia sobre el escenario en el Hamburger Kammerspiele.
A partir de 1927 trabajó en el Volksbühne de Berlín, donde destacó como Soubrette en la comedia Jill und Jim. A ello siguieron actuaciones en otros teatros berlineses como la Ópera Cómica de Berlín, el Deutschen Theater y el Theater unter den Linden.
Ursula Grabley también recibió numerosas ofertas para hacer cine, actuando sobre todo en comedias, tanto con personajes principales como de reparto. Tras una controversia con el ministro de Propaganda Joseph Goebbels, a partir del año 1939 apenas recibió ofertas para trabajar en el cine, por lo que hubo de ceñirse al teatro.
Finalizada la Segunda Guerra Mundial, Ursula Grabley vivió en Hamburgo, donde fue cofundadora del cabaret Rendezvous. Hizo actuaciones especiales en el Kammerspiele, bajo la dirección de Willy Maertens en el Teatro Thalia de Hamburgo, y en el Ernst Deutsch Theater. En producciones cinematográficas de los años 1950 solía encarnar a madres luchadoras. Más tarde actuó en series televisivas como Stahlnetz, Der Kommissar, Der Alte y Derrick. 
Como actriz de voz, Ursula Grabley dobló a actrices como Lucille Ball en Sorrowful Jones, y Paulette Goddard en Kitty.
Entre 1926 y 1941 estuvo casada con el actor Viktor de Kowa. Ursula Grabley falleció en 1977 en Brilon, Alemania, durante una gira teatral, a causa de un ictus. Fue enterrada en el Cementerio de Bad Saarow. 

## Filmografía[1]
- 1929 : Katharina Knie
- 1931 : ...und das ist die Hauptsache?
- 1931 : Das Konzert
- 1931 : Der Storch streikt
- 1932 : Einmal möcht' ich keine Sorgen haben
- 1932 : Ja, treu ist die Soldatenliebe
- 1932 : Der schwarze Husar
- 1932 : Im Bann des Eulenspiegels
- 1932 : Kampf um Blond
- 1933 : Der Läufer von Marathon
- 1933 : Ist mein Mann nicht fabelhaft?
- 1933 : Das Tankmädel
- 1933 : Skandal in Budapest
- 1934 : Zu Straßburg auf der Schanz
- 1934 : Der Schrecken vom Heidekrug
- 1935 : Der blaue Diamant
- 1935 : Lärm um Weidemann
- 1935 : Mach’ mich glücklich
- 1936 : Der Dschungel ruft
- 1936 : Heißes Blut
- 1936 : Ein Mädel vom Ballett
- 1936 : IA in Oberbayern
- 1936 : Ritt in die Freiheit
- 1937 : Die Kronzeugin
- 1937 : Peter im Schnee
- 1938 : Der unmögliche Herr Pitt
- 1939 : Der arme Millionär
- 1939 : Hurra! Ich bin Papa!
- 1939 : Zwielicht
- 1944 : Solistin Anna Alt
- 1945 : Unter den Brücken
- 1945 : Das Leben geht weiter
- 1950 : Dreizehn unter einem Hut
- 1950 : Export in Blond
- 1952 : Der bunte Traum
- 1953 : Man nennt es Liebe
- 1954 : Sanatorium total verrückt
- 1954 : Geständnis unter vier Augen
- 1955 : Vatertag
- 1955 : Mamitschka
- 1956 : Ohne Dich wird es Nacht
- 1956 : Zu Befehl, Frau Feldwebel
- 1959 : Die Nacht vor der Premiere
- 1959 : Stahlnetz (serie TV), episodio Aktenzeichen Welcker - u. a. wegen Mordes
- 1960 : Himmel, Amor und Zwirn
- 1962 : Onkel Harry (TV)
- 1964 : Sie schreiben mit (serie TV), episodio Der Verdacht
- 1966 : Sie schreiben mit (serie TV), episodio Franziska weiß alles
- 1969 : Der Kommissar (serie TV), episodio Toter Herr im Regen
- 1969 : Die Lümmel von der ersten Bank, 1ª parte: Zur Hölle mit den Paukern
- 1970 : Das gelbe Haus am Pinnasberg
- 1971 : Der Kommissar (serie TV), episodio Der Tote vom Zimmer 17
- 1972 : Der Kommissar (serie TV), episodio Fluchtwege
- 1975 : Tatort (serie TV), episodio Die Abrechnung
- 1977 : Derrick (serie TV), episodio Tod des Wucherers
- 1977 : Der Alte (serie TV), episodio Jack Braun